# بروك رولينز
بروك ليزلي رولينز هي محامية وسياسية أمريكية تشغل منصب وزير الزراعة الثالث والثلاثين للولايات المتحدة منذ عام 2025. باعتبارها عضوًا في الحزب الجمهوري ، ساعدت في التخطيط والدعوة لأجندة السياسة لولاية الرئيس دونالد ترامب الثانية.
شغل رولينز في السابق منصب نائب المستشار العام ، ومستشار الأخلاقيات، ومدير السياسات لحاكم ولاية تكساس ريك بيري . وهي من دعاة إصلاح العدالة الجنائية .  كان رولينز رئيسًا ومديرًا تنفيذيًا لمؤسسة السياسة العامة في تكساس ، وهي مؤسسة فكرية محافظة مقرها أوستن ، من عام 2003 حتى عام 2018. خلال فترة عملها في TPPF ، نما مركز الأبحاث من ثلاثة موظفين إلى مائة موظف.
في 23 نوفمبر 2024، أعلن الرئيس المنتخب ترامب عن نيته ترشيح رولينز لمنصب وزير الزراعة. أكد مجلس الشيوخ الأمريكي تعيينها في 13 فبراير 2025 بأغلبية 72 صوتًا مقابل 28، وهي ثاني امرأة تتولى هذا المنصب بعد آن فينيمان.
أدت رولينز اليمين الدستورية كوزير الزراعة الثالث والثلاثين للولايات المتحدة أمام القاضي المساعد كلارنس توماس في 13 فبراير 2025.  

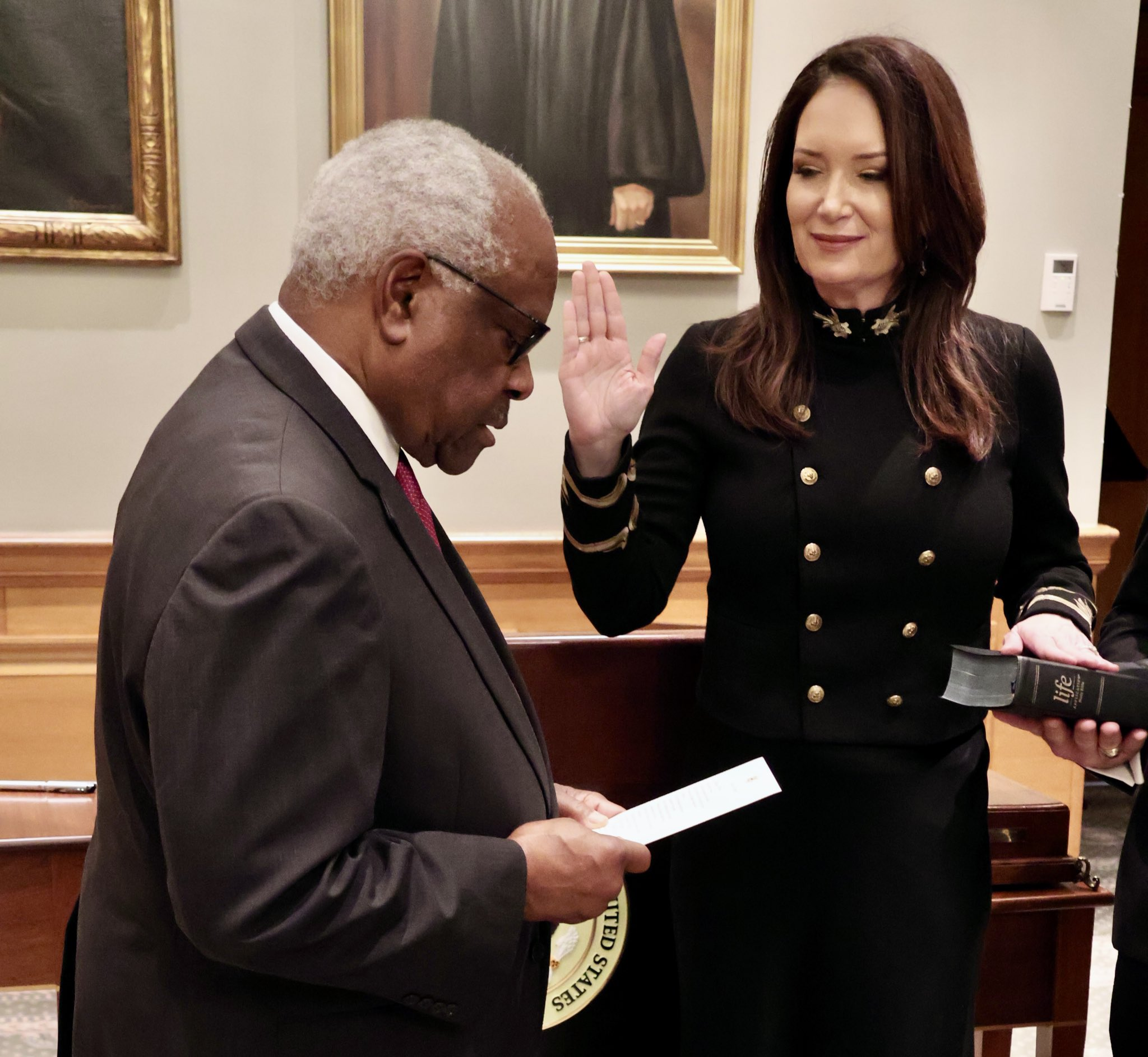
رولينز تؤدي اليمين أمام القاضي المساعد كلارنس توماس، 2025

## الحياة الشخصية
رولينز متزوجة ولديهما أربعة أطفال. 